# Sesóstris I

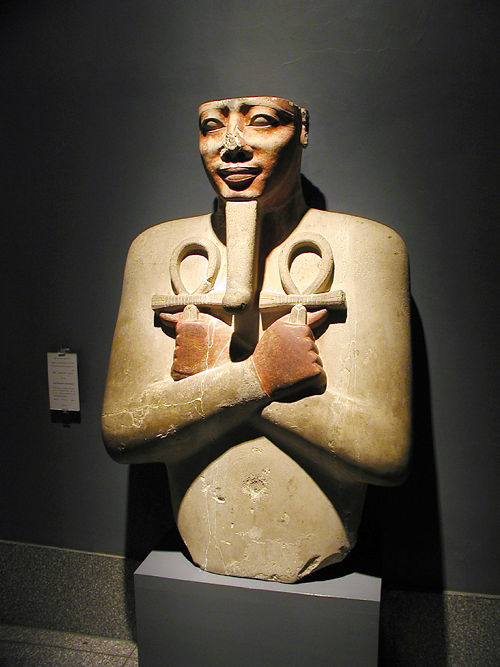
Estátua osírica de Sesóstris I. Museu de Luxor, Egito

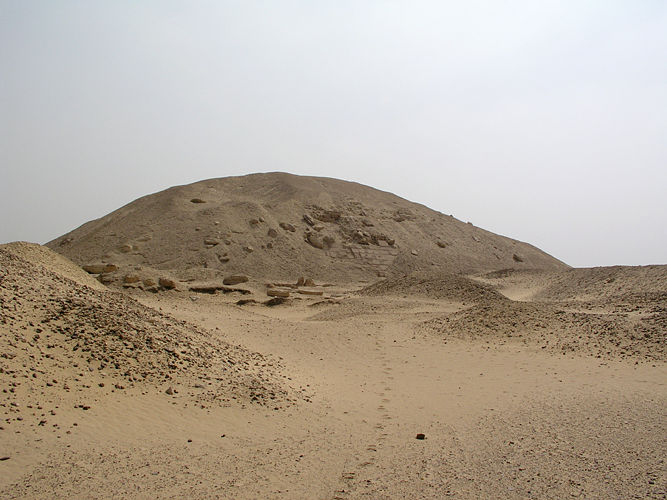
Pirâmide de Sesóstris I em ruínas, em Lixte

Pedra com o cartucho de Sesóstris I

Sesóstris I ou Senuserete I foi o segundo faraó da XII dinastia do Egito. Sesóstris I governou a região por trinta e quatro anos (de 1920 a.C. a 1875 a.C.) após a morte do pai, Amenemés I, e foi um dos reis mais poderosos desta dinastia. Seu reinado corresponde ao auge da literatura e artesanato egípcio. Sesóstris I era conhecido por seu prenome, Quepercaré, que significa "A Ka de Rá vem a ser". Já seu nome de nascimento significa "Homem da deusa Uosrete" e pode ter sido também o nome de seu avô materno. Os historiadores não têm certeza da data de nascimento de Sesóstris I.
Sesóstris continuou as políticas expansionistas agressivas de seu pai para o norte da Núbia, iniciando duas expedições a essa região em seus décimo e décimo oitavo anos, com pelo menos duas operações militares, ele estabeleceu a fronteira sul do Egito, perto da segunda catarata, onde ele colocou uma guarnição. Ele também organizou uma expedição a um oásis no Deserto Ocidental. Sesóstris estabeleceu relações diplomáticas com alguns governantes de cidades da Síria e Canaã. Ele também tentou centralizar a estrutura política do país apoiando os monarcas, que eram leais a ele. Sua pirâmide foi construída em Lixte. Sesóstris I é mencionado na Aventuras de Sinué, onde encontrava-se no caminho de regresso de uma operação militar no deserto da Líbia depois de ouvir sobre o assassinato de seu pai, Amenemés I.
Muitos o consideram o faraó associado à história bíblica de Abrão e Sara.

## Família
As relações familiares do rei são bem conhecidas. Sesóstris I era o filho de Amenemés I. Sua mãe era uma certa rainha com o nome Neferitatenen. Sua esposa principal era Neferu III, que também era sua irmã e mãe de seu sucessor Amenemés II. As crianças conhecidas são Amenemés II e as princesas Itakayt e Sebat. Sebat era provavelmente uma filha de Neferu III, pois ela aparece com Neferu III em uma única inscrição.
O rei Sesóstris I repetiria mais tarde os mesmos processos de transição introduzidos por seu pai ao nomear seu filho Amenemés II como seu corregente. Além de Amenemés II, Sesóstris teria pelo menos uma filha com sua esposa, a rainha Neferu, conhecidas como  princesas Itakayt e Sebat. Sebat era provavelmente uma filha de Neferu III pois ela aparece com Neferu em uma única inscrição.

## Reinado prolongado
É geralmente aceito pelos historiadores que Sesóstris I governou por 44 anos: 10 como corregente de seu pai, 30 como governante e 3 a 4 anos como corregente de seu filho. Os egiptólogos acreditam que Amenemés fizera Sesóstris seu corregente dez anos antes de sua morte. Essa foi a primeira instância de corregência na história registrada do Egito. A maioria dos registros históricos indicam os anos de governo de Sesóstris faraônicos de como pacíficos e prósperos para o Egito, anos que corresponderam o auge da literatura e do artesanato egípcio, apesar dos indícios de uma possível fome durante seu governo. Durante esse tempo, o comércio floresceu e forneceu aos egípcios cedro, marfim e outros bens estrangeiros. Os muitos artefatos de ouro atribuídos ao seu reinado revelam seu domínio como sendo de fortunas e riquezas. Sesóstris I estabeleceu ligações comerciais com cidades sírias para garantir que o Egito tivesse acesso a uma ampla variedade de matérias-primas, pedras preciosas e luxos. As realizações artísticas de seu reinado são exemplificadas pelas requintadas jóias recuperadas dos túmulos das damas reais em Dachur e Lahun.
Sesóstris gerenciou eficazmente o país através do estabelecimento de limites notórios entre regiões individuais enquanto ele permitia que os governadores regionais continuassem tendo sua autoridade, ele se tornou conhecido como uma autoridade suprema sobre o Egito. Este firme governo deu ao Egito estabilidade e prosperidade.

## Programa de construção
Sesóstris começou seus muitos projetos de construção enquanto ainda servia como corregente pelo embelezamento dos principais templos, incluindo os de Carnaque e Heliópolis. Os arqueólogos creditam ao rei Sesóstris mais de três dúzias de grandes projetos. O objetivo do programa de construção do Sesóstris era divulgar seu nome por todas as gerações para segui-lo. Ele foi o primeiro faraó a construir monumentos em cada um dos principais locais de culto religioso no Egito.
Ele foi o primeiro faraó a construir monumentos em cada um dos principais locais de cultos religiosos no Egito.
Sesóstris ordenou várias expedições pedreiras ao Sinai e Uádi Hamamate e construiu numerosos santuários e templos em todo o Egito e Núbia durante o seu longo reinado. Ele reconstruiu o importante Recinto de Amon-Rá em Heliópolis, que era o centro do culto do sol. Ele ergueu dois obeliscos de granito vermelhos para celebrar o seu Festival de Sede de 30 anos. Um dos obeliscos ainda permanece de pé e é o obelisco mais antigo do Egito. Está agora na área de Massala (Obelisco em árabe) do distrito de Mataria, perto do distrito de Aim Xamece (Heliópolis). Tem 67 pés de altura (220 metros) e pesa 240.000 libras (120 metros).
Sesóstris I é testemunha de ser o construtor de uma série de grandes templos no Egito Antigo, incluindo o templo de Min em Copto, o Templo de Satet em Elefantina, o Mês-templo em Hermontis e o Mês-templo em At Tod, onde uma longa inscrição do rei é preservada. Seus muitos projetos de construção levaram à disseminação de um “estilo real” de arte e trabalho de assistência em todo o Egito.
Um santuário (conhecido como Capela Branca ou Capela do Jubileu), com relevos de alta qualidade de Sesóstris I, foi construído em Carnaque para comemorar seu jubileu de 30 anos. Ele foi posteriormente reconstruído com sucesso a partir de vários blocos de pedra descobertos por Henri Chevrier em 1926. Finalmente, Sesóstris remodelou o Templo de Quenti-Amentiu Osíris em Abidos, entre seus outros grandes projetos de construção.
Na sua morte, Sesóstris foi colocado em sua pirâmide em Lixte. Localizado a uma milha a sul da pirâmide de seu pai, seu complexo incluía nove pirâmides adicionais para sua esposa e outros parentes.

## Operações militares
Sesóstris continuou a expansão de seu pai para o norte da Núbia, com pelo menos duas campanhas militares. Ao colocar uma guarnição militar e uma estela de vitória na fronteira sul do Egito, ele estabeleceu uma forte fronteira militar para a proteção egípcia.
Registros mostram que durante seu governo, pessoalmente liderou várias expedições ao deserto da Líbia para ganhar controle sobre os oásis e proteger a região do Delta. Embora pareça que ele liderou operações militares agressivas, o principal objetivo de suas ofensivas militares era proteger as fronteiras do Egito contra a invasão.

## Sucessão
Sesóstris foi coroado com seu pai, Amenemés I, no 20º ano de reinado. No final de sua vida, ele nomeou seu filho Amenemés II como seu corregente. A estela de Wepwawetō é datada do 44º ano de Sesóstris e do 2º ano de Amenemés, assim ele o teria designado em algum momento em seu 43º ano. Pensa-se que Sesóstris morreu durante o seu 46º ano no trono desde que o Papiro de Turim atribui-lhe um reinado de 45 anos.

## Galeria

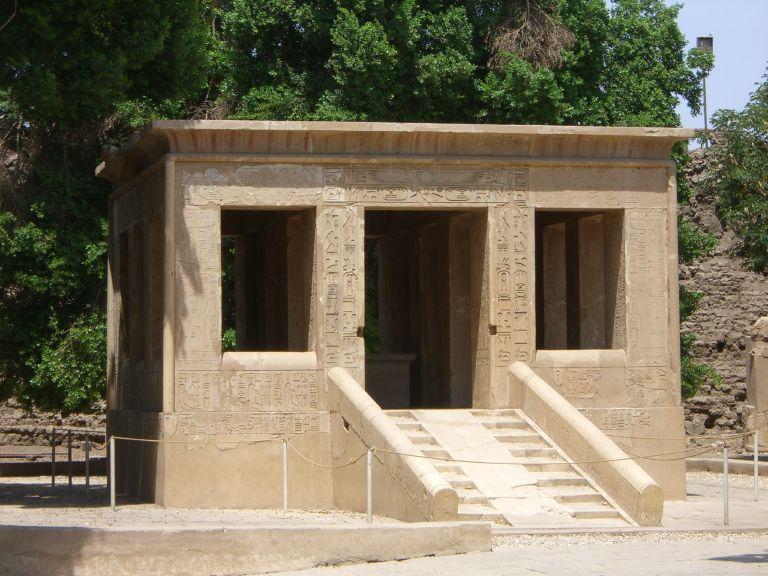
A Capela Branca de Sesóstris I em Carnaque
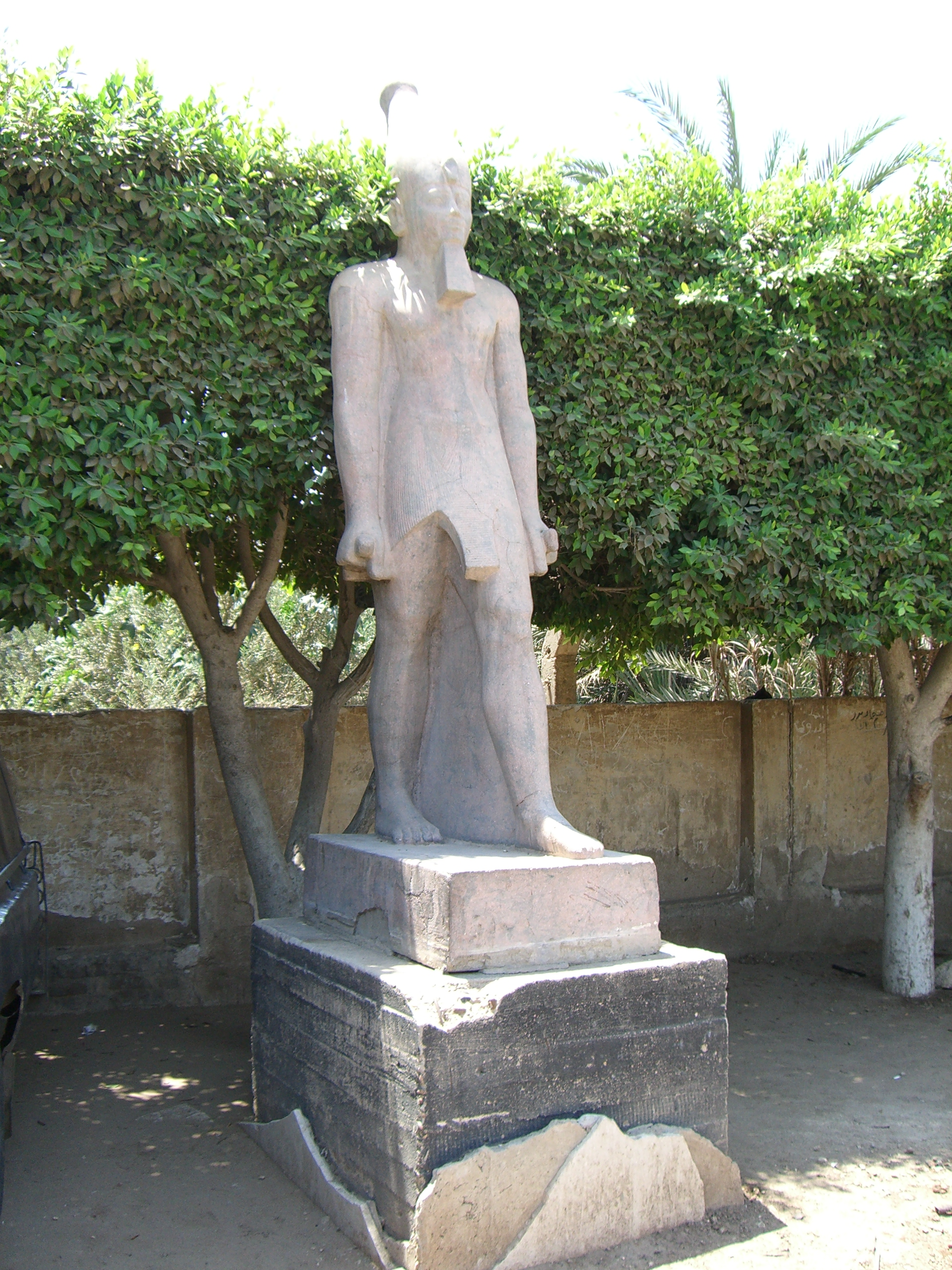
Estátua de Sesóstris I em Heliópolis
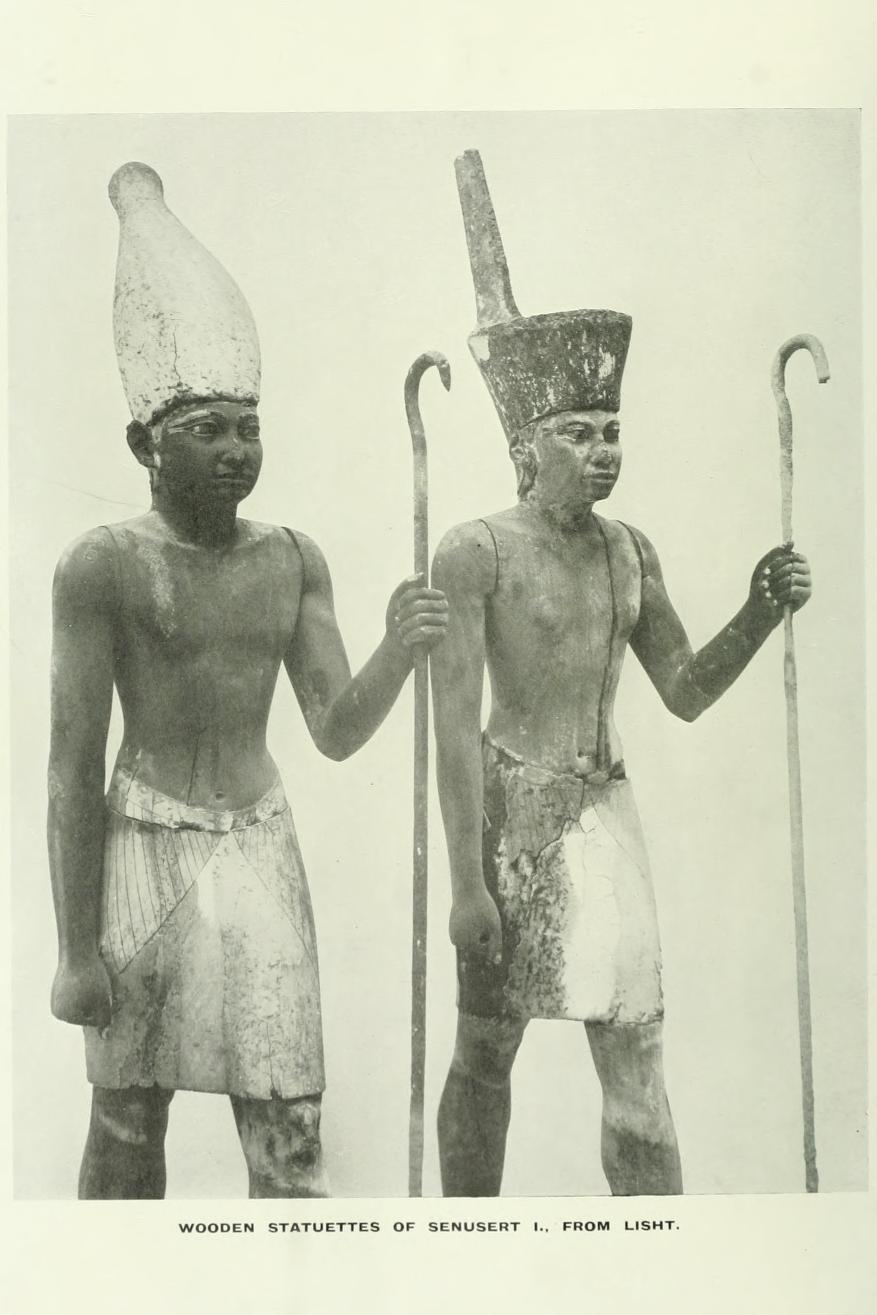
Estátuas de madeira de Sesóstris I com as coroas do Alto e Baixo Egito, encontradas em Lixte, no túmulo do sumo sacerdote Imhotep. Museu Egípcio do Cairo e Museu Metropolitano de Arte, Nova Iorque
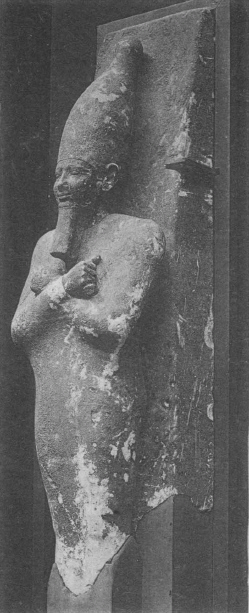
Estátua osírica de Sesóstris I, do seu templo funerário em Lixte, agora no Museu Egípcio no Cairo
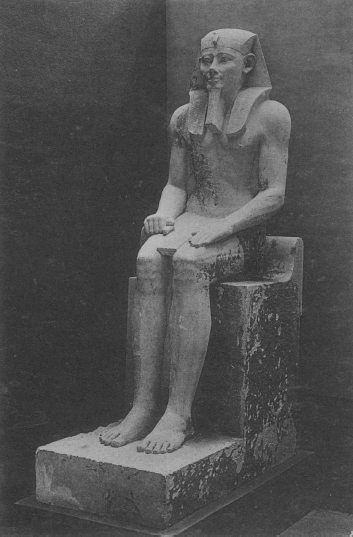
Estátua de pedra calcária de Sesóstris I no trono. Museu Egípcio no Cairo
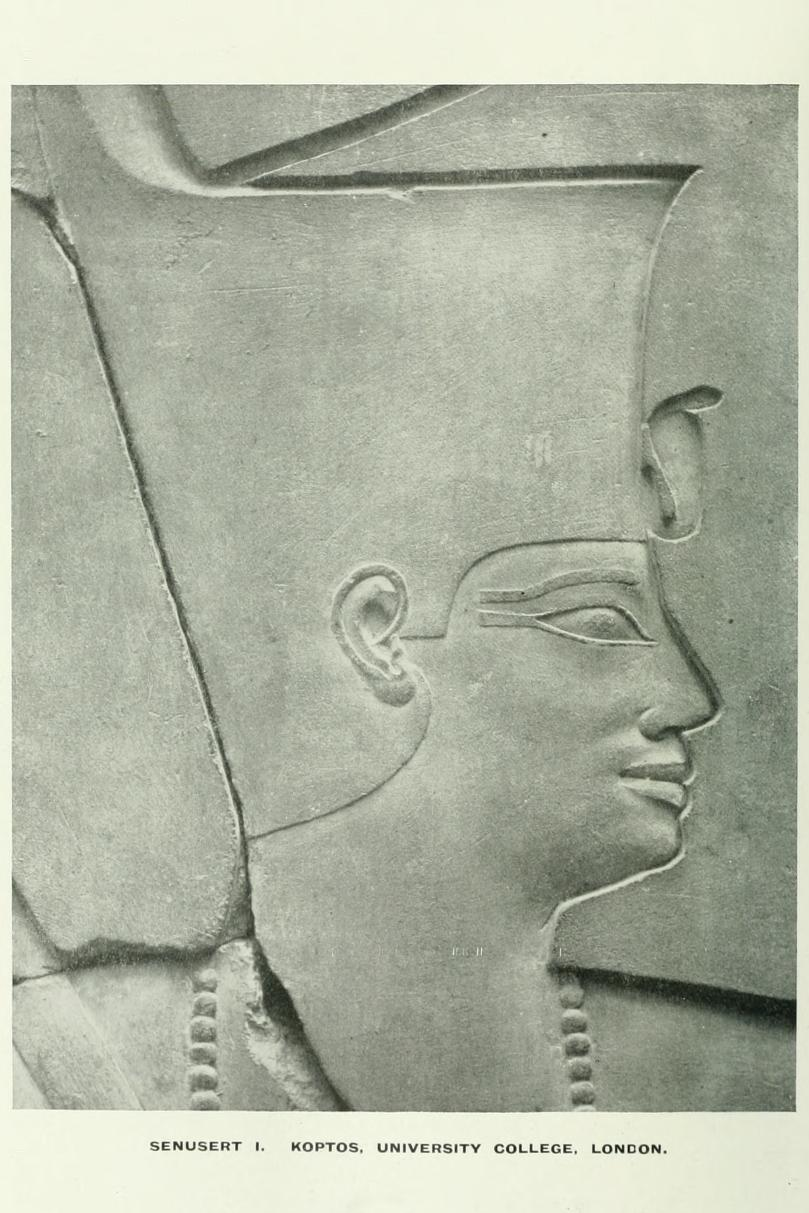
Detalhe de um relevo representando Sesóstris I com a coroa do Baixo Egito. Museu Petrie, Londres